# Heroes of Might and Magic V: Tribes of the East
Heroes of Might and Magic V: Tribes of the East (в российском издании — «Герои Меча и Магии V: Повелители Орды», букв. перевод — «Племена Востока») — второе дополнение к игре Heroes of Might and Magic V. Релиз состоялся 12 октября 2007 года в Европе и 19 октября 2007 года в Северной Америке и России.

## Нововведения
- Альтернативные улучшения существ:
  - 63 новых существ;
- Новая полноценная играбельная фракция — Великая Орда;
- Три новых кампании;
- 5 новых сюжетных карт для одиночной игры;
- 10 дополнительных карт для сетевой игры;
- 8 новых заклинаний;
- 10 новых комплектов брони;
- Добавлены «сборные» артефакты:
  - 8 из 10 наборов дают бонусы героям определённых рас;
- Новый тип местности — тайга;
- 12 новых объектов;
- Изменены умения — большинство уникальных умений гномов из «Владык севера» и некоторые уникальные умения других рас стали доступны всем героям;

## Великая Орда (орки или варвары)
Орки были выведены магами в ходе экспериментов с кровью демонов; целью экспериментов было получение сильных и яростных воинов. Наследие демонов до сих пор проявляет себя в орках: они могут впадать в боевое безумие во время боя, что даёт им разнообразные бонусы (атака, скорость, инициатива, очки здоровья, ауры). У всех существ Великой Орды (кроме Виверн, Тёмных Виверн и Паокаев) в бою есть специальный счётчик ярости, который в начале обычно равен 0 (если не получены способности, увеличивающие очки ярости перед началом боя), и заполняется очками ярости во время боя. Существа могут и терять очки ярости во время боя, если выполняют приказы «Ждать» или «Защищаться», захвачены под контроль или получают урон.

## Магия
Варвары, как в четвёртой части серии, поначалу не могут ни изучать заклинания в магических гильдиях, ни накладывать их при помощи артефактов (томов магии, свитков, палочек с заклинаниями и т. п.). Когда варвар заходит в храм магических чар, ему взамен выдают опыт из расчёта 1000 за уровень заклинания.
Хотя варвары не пользуются магией, за счёт маны они используют боевые кличи, которые усиливают дружественных существ или ослабляют враждебных. В игре три уровня боевых кличей, и их можно выучить в специальном здании в замке Великой орды (местном аналоге магических гильдий). Также в замке орков можно возвести строение (Хижина путешественника), где продаются артефакты, с помощью которых герой-варвар может творить «походные» заклинания («вызов подкреплений», «портал в город» и т. д.)

## Сюжет
Сюжет игры является продолжением сюжета игры Heroes of Might and Magic V: Hammers of Fate и завершает сюжетную линию игр серии Heroes of Might and Magic V. После этой игры сюжет продолжается в игре Dark Messiah of Might and Magic.

### Гнев племён
Сюжет кампании начинается в лагере орков, возглавляемых ханом Кураком. Шаманка Куджин посвящает орков в свои видения, в которых для получения свободы, орки должны дождаться трёх знамений. Курак не желает ждать и поднимает орду на сопротивление рыцарям в Империи Грифона, попутно освобождая порабощённых собратьев. После успешного взятия столицы герцогства Ворона он воодушевляет орков на последующее завоевание всего Асхана и установления их власти над всеми расами.

### Воля Асхи
Пока Империя Грифона воюет с орками, некромант Арантир начинает подчинять своей власти государство некромантов Эриш. Высший вампир Джованни собирается стать на сторону Арантира, и в качестве доказательства верности хочет преподнести ему город Иллума-Надин. Но город надо сначала захватить, и в этом Джованни помогает его ученица, бывшая герцогиня Герцогства Быка Орнелла, изгнанная из своих земель за чрезмерный интерес к искусству некромантии. Когда прибывает Арантир, Джованни клянётся ему в верности и обращает его внимание на Орнеллу, которая жаждет стать некромантом. Арантир, Джованни и Орнелла транспортируются в алтарь Асхи, где Орнелла проходит обряд посвящения и становится некромантом. В этот момент на Арантира предательски нападает Джованни, однако тот с лёгкостью уничтожает его.
Орнелла рассказывает Арантиру, что за бедствиями Иллума-Надина стоят маги-демонопоклонники из Серебряных Городов, и несколько раз звучало имя «Менелаг». Арантир собирает огромную армию нежити и пробивает гарнизон Шахибидии, состоящей из магов и демонов. Допрашивая выжившего мага, Арантир узнаёт, что незадолго до нападения, Менелаг отправился вслед за своим другом из Империи Грифона лордом Орландо в его герцогство Быка. Захватив большую часть герцогства, герои узнают о реформах Святой Изабель. Арантир понимает, Церковь Святой Изабель связана с распространением демонопоклонничества, и решает пойти на Святопламя, священный город реформированной Церкви. Вскоре Арантир находит дорогу на город, однако по пути ему встречаются орки во главе с шаманкой Куджин. Так как у них общая цель — борьба с демонами, они решают объединиться. Однако дорога на Святопламя закрыта магическим барьером. От призрака бывшего лорда Святопламени он узнаёт, что разрушить барьер можно если четыре некроманта встанут в центр четырёх демонических алтарей. Правда некроманты после ритуала достигнут окончательной смерти. Орнелла и ещё три некроманта встают на алтари и ценой своих жизней разрушают барьер, и Арантир может штурмовать Святопламя. После сложной битвы Арантир захватывает Святопламя.
Войдя в главный храм, он находит заточенную душу настоящей Изабель. Из разговора с ней Арантир узнаёт, что её душу заточили, чтобы Биара смогла принять её облик и вести подрывную деятельность в Империи Грифона изнутри, под видом королевы Изабель. Также дух Изабель рассказал про своего ребёнка, Темного Мессию, который принесёт в Асхан хаос и зло.
Душа Изабель просит Арантира разрушить магические оковы, дабы она смогла вернуться в своё тело и тем самым разрушить иллюзию. При помощи Сердца Грифона, окропленного кровью принца Андриаса, последнего отпрыска династии Грифонов, Биара открывает прямо в Когте врата в Шио, откуда начинает призывать легионы Инферно. Тем временем Дух Изабель благодарит Арантира за спасение и воссоединяется со своим телом. И пока настоящая Изабель готовит армию для осады Когтя и свержения Биары, перед Арантиром появляется новая задача — найти Череп Теней раньше, чем демоны, и спасти Асхан от прихода Темного Мессии. На этой ноте заканчивается кампания за Арантира.

### В честь отцов наших
Прошло некоторое время после вступления орков в войну. Красные фанатики Аларика нанесли оркам сокрушительный удар. Курак, сражённый Алариком, погиб. Умирая, он просит  Готая, чтобы тот отомстил за него и уничтожил своего убийцу. Готай побеждает в специальном состязании, и становится новым ханом.
Шаманка Куджин отправляется в далёкие земли известить разрозненные племена о новом хане и воодушевить их присоединиться к хану. На обратном пути она встречает горстку рыцарей Империи Грифона, которые хоронили принца Андриаса. Они согласились объединиться с орками против демонов. Далее Куджин встречается с Арантиром, который единолично решает захватить Святопламя.
В это время хан Готай организовал массовое вторжение в Империю и совершил карательные налёты на несколько городов, не ведая разницы между Синими с Белыми (мятежниками) и Красными (сторонниками Биары). Между тем Аларик организовал охоту на Готая. Готай в качестве хана решает первым делом посетить город магов Шахибдию, место создания орков и могилу Куньяка. Готай захватывает города, занятые магами-демонопоклонниками, в том числе и Шахибдию, и вместе с ордой посещает могилу. Инквизитор к этому времени настиг Готая, но хан убивает Аларика. Хан принимает решение вступить в финальную битву против демонов.

### Бегство к спасению
Отомстив за Курака, хан Готай и шаманка Куджин пришли на аудиенцию к Зехиру, который в это время прибыл с визитом в Шахибдийю. В ходе разговора маг дарит хану Посох Куньяка. Хан докладывает Зехиру о плачевном состоянии в Империи Грифона. Зехир и Готай договариваются собрать армии и через несколько дней встретиться перед осадой Когтя.
Зехир встречается с Илайей, узнаёт, что Раилаг ушёл искать Мессию Зла. В помощь ей, маг усмиряет агрессивные остатки клана Суровых Сердец. Далее Зехир отправляется в Империю Грифона.
Едва Зехир ступил в Империю, как на него нападает красный рыцарь, воинство которого превращается в демонов и который сам обращается в одного из них. Отряд адептов рыцаря переходит на сторону Зехира, и вместе они побеждают их. После боя к магу обращается священник с извинениями и предложением провести ритуал очищения, чтобы развеять иллюзию, под которой скрываются демоны под видом красных войск.
Для ритуала нужно отыскать Слезу Асхи, а также священника и инквизитора в дополнение к адепту. Зехир выполняет условия и участвует в ритуале. Зехир встречается с Фридой и Дунканом, и последний упоминает о Вульфстене, который проблемами связан у себя в Гримхейме. Зехир решает отправиться к Вульфстену и решить его проблемы. Зехир уходит, а Дункан и Фрида идут уничтожать недавно разоблачённых демонов силами Империи Грифона.
Зехир прибывает в Гримхейм и встречается с Вульфстеном. Тот жалуется, что гномы разных кланов из-за его убийства короля Толгара ополчились против него, а верховный жрец Арката Хангвул активно поддерживает их в этой борьбе. Только Бог-дракон Аркат может изменить ситуацию, но он много десятилетий молчит.
Вульфстен просит Зехира отыскать Святилище Огня Земного, где возможно явление Арката. Зехир находит это место, но ему преграждает путь Рольф, желающий стать новым королём. Зехир вступает в бой и убивает его. Путь к святилищу свободен. Зехир дожидается Вульфстена и Хангвула и они входят внутрь. Появляется Аркат, провозглашающий Вульфстена новым королём Гримхейма, а Хангвул должен донести до всех гномов весть об этом.
Армии союзников встречаются в назначенный срок и начинают осаду Когтя. Союзники прорываются в ворота города. Королева Изабель убивает суккубу Биару, отрекается от трона и провозглашает Фриду первой королевой новой Империи Единорога, реорганизовавшей Империю Грифона.

## Отзывы
| Сводный рейтинг       | Сводный рейтинг              |
| Агрегатор             | Оценка                       |
| --------------------- | ---------------------------- |
| Metacritic            | 70/100                       |
| Иноязычные издания    |                              |
| Издание               | Оценка                       |
| 1UP.com               | B−                           |
| 4Players              | 81%                          |
| Eurogamer             | 5/10                         |
| GameSpot              | 5.5/10                       |
| IGN                   | 7.9/10                       |
| Jeuxvideo.com         | 16/20                        |
| PC Zone               | 58%                          |
| Русскоязычные издания |                              |
| Издание               | Оценка                       |
| «Игромания»           | 4,5/5 (сайт) 7,0/10 (журнал) |

Игра получила смешанные отзывы критиков, согласно агрегатору рецензий Metacritic — средневзвешенная оценка на основании 8 рецензий составила 70/100.

## Используемые источники
1. 1 2 3 4 5  Steam — 2003.
2. ↑  «Heroes V. Руководство. Повелители Орды.» Дата обращения: 7 декабря 2007. Архивировано 22 июня 2019 года.
3. 1 2  Heroes of Might and Magic V: Tribes of the East for PC Reviews. Metacritic. Red Ventures. Дата обращения: 1 июля 2022. Архивировано 26 ноября 2024 года.
4. ↑  Sakey, Matthew. Heroes of Might & Magic V: Tribes of the East [sic]. 1Up.com. Ziff Davis (8 ноября 2007). Дата обращения: 1 июля 2022. Архивировано из оригинала 4 июня 2016 года.
5. ↑  Kleffmann, Marcel. Test: Heroes of Might & Magic 5: Tribes of the East [sic] (нем.). 4Players. 4Players GmbH (30 октября 2007). Дата обращения: 2 июля 2022. Архивировано 2 июля 2022 года.
6. ↑  Superb, Egon. Heroes of Might and Magic V: Tribes of the East. Eurogamer. Gamer Network (17 ноября 2007). Дата обращения: 1 июля 2022. Архивировано 1 декабря 2024 года.
7. ↑  Todd, Brett. Heroes of Might and Magic V: Tribes of the East Review [date mislabeled as "November 8, 2007"]. GameSpot. Red Ventures (19 октября 2007). Дата обращения: 1 июля 2022. Архивировано 22 октября 2007 года.
8. ↑  Butts, Steve. Heroes of Might & Magic V: Tribes of the East [sic] Review. IGN. Ziff Davis (17 октября 2007). Дата обращения: 1 июля 2022. Архивировано 26 ноября 2024 года.
9. ↑  CptObvious. Test: Heroes Of Might And Magic V : Tribes Of The East (фр.). Jeuxvideo.com. Webedia (12 октября 2007). Дата обращения: 2 июля 2022. Архивировано 23 февраля 2019 года.
10. ↑  PC Review: Heroes of Might and Magic V: Tribes of the East. PC Zone. Future plc. Christmas 2007. p. 88.
11. ↑  Волошин, Кирилл. Heroes of Might and Magic 5: Tribes of the East — Игромания. Igromania.ru. Дата обращения: 7 ноября 2024.
12. ↑  Чечулин, Степан. Heroes of Might and Magic 5: Повелители Орды — Игромания. Игромания (журнал). Дата обращения: 7 ноября 2024.